# Івано-Франківськцемент
ПрАТ «Івано-Франківськцемент» (IFCEM) – комплекс виробництв промисловості будівельних матеріалів у с. Ямниця Івано-Франківської області. Тут виробляється більш ніж 300 найменувань продукції, основні напрямки з яких цемент, шифер та гіпс. Днем народження компанії вважається день запуску першої обертової печі  - 5 жовтня 1964 року.
Входить до складу Асоціації виробників цементу України.

## Історія підприємства

### Історія створення

5 жовтня 1964 року запущено першу обертову піч, перша назва – «Ямницький цемзавод» з виготовлення портландцементу. На ньому з самого початку працювало 215 робітників, 24 керівники та спеціалісти.
18 березня 1967 року пуск реконструйованого гіпсового цеху з відділенням по випуску медичних гіпсових бинтів, єдиного в Україні та на теренах тодішнього СРСР.
14 липня 1970 року введення в дію другої технологічної лінії, потужності цементного виробництва зросли вдвічі. 
1975 року пуск шиферного цеху (азбестоцементне виробництво).
2 червня 1975 року підприємство перейменовано на «Івано-Франківський цементно-шиферний комбінат».
1976 року прийнятий в експлуатацію трубний цех (азбестоцементне виробництво), виготовлялися труби від 100 до 500 мм в діаметрі і напірною потужністю 810 умовних кілометрів на рік.
1977 року запущено технологічну лінію з виробництва плоского шиферу.
У 1990 році розпочато будівництво третьої обертової печі, піч запущено 5 жовтня 1994 року до святкування 30-го дня народження підприємства.

### Розвиток в часи незалежності

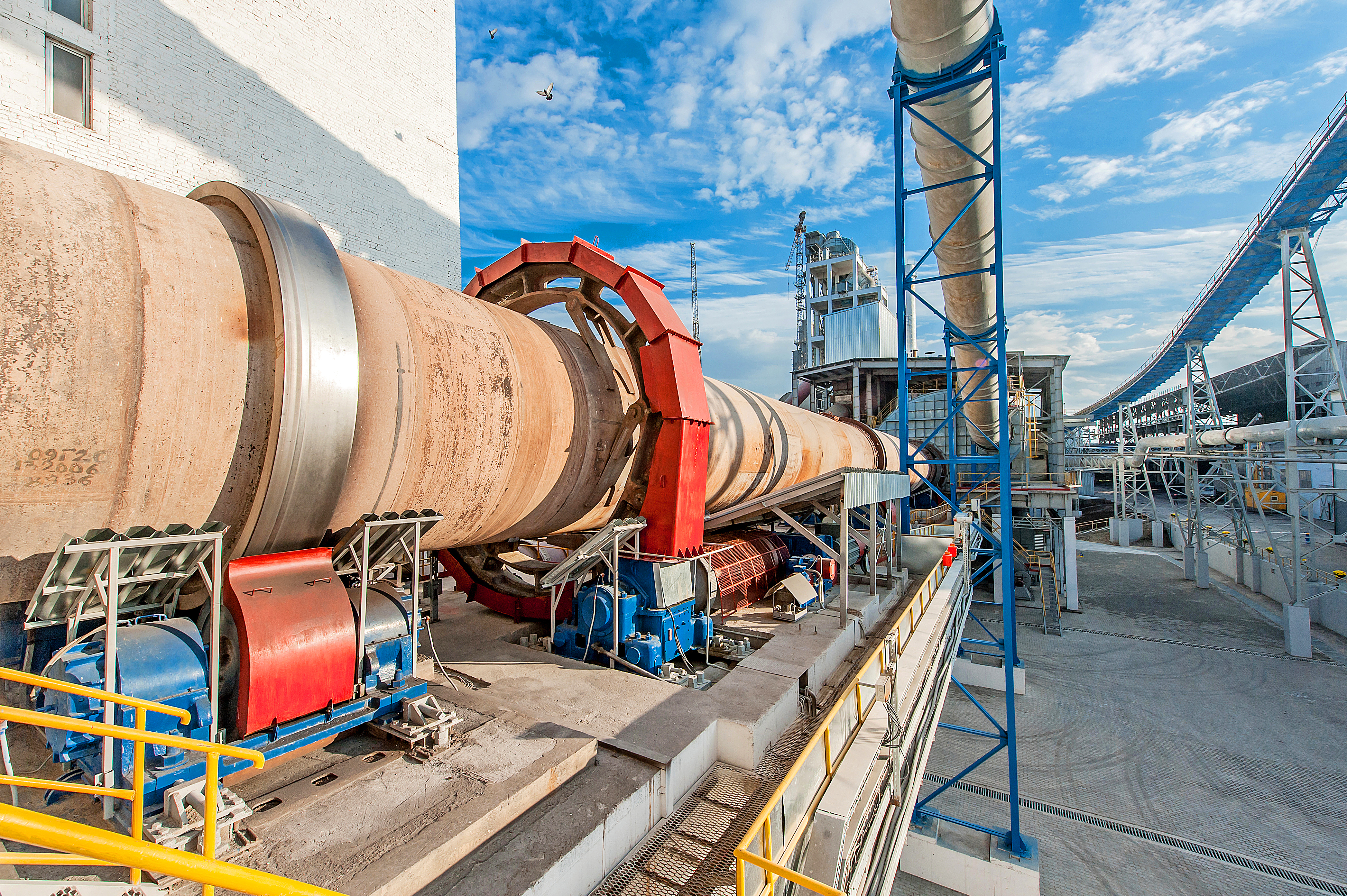

1994 року після здобуття Україною незалежності, працівниками підприємства викуплено державну частку власності, створено колективне підприємство «Івано-Франківський цементно-шиферний комбінат», що у 1999 році реорганізувалося у ВАТ «Івано-Франківськцемент».
1996 року в склад підприємства влився сусідній завод залізобетонних виробів.
1997 року здійснено модернізацію помельного відділення цементного цеху, цикл помелу цементу переведено з відкритого на замкнений. Цього ж року комбінат був внесений до списку підприємств, що мають стратегічне значення для економіки та безпеки України.
1998 року на одній з обертових печей встановлено універсальний австрійський пальник, здатний працювати на альтернативних газу видах палива.
2001 року почалася розробка Межигірського родовища гіпсового каменю.
2002 року завершилося будівництво і запустився вуглеприготовчий комплекс, тоді ж випалено перший клінкер на вугіллі. Виробництво цементу переведено на тверде паливо, що допомогло зменшити собівартість продукту. Систему дозування вугільного пилу для трьох обертових печей спроєктувала німецька компанія «Schenck».

### Модернізація останніх років
2008 року модернізовано першу лінію цементного виробництва.
2014 року завершилася модернізація другої цементної лінії.
2017 року відповідно до рішення загальних зборів акціонерів, товариство перейменовано у Приватне акціонерне товариство «Івано-Франківськцемент». В цьому році підприємство отримало 549 млн грн чистого прибутку. 
30 травня 2018 року запущено третю технологічну лінію потужністю 1,5 млн тонн цементу щорічно, в результаті чого завершився перехід всього виробництва на «сухий» спосіб виготовлення цементу.

## Продукція

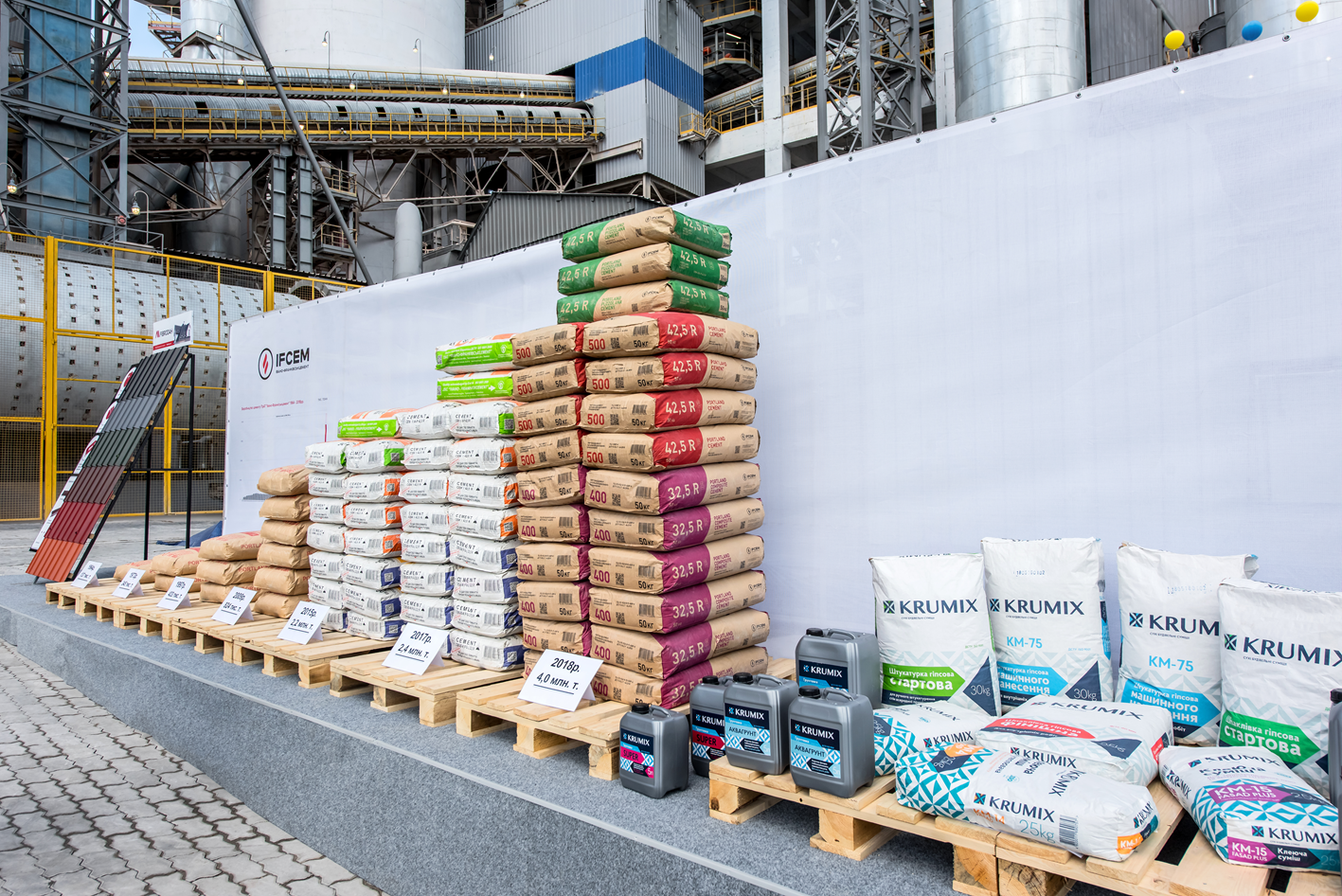
Продукція IFCEM

ПрАТ «Івано-Франківськцемент» – один з найбільших виробників цементу в Україні, що за 2017 рік випустив 2,4 млн тон цементу. Основну долю у структурі виробництва складають  портландцемент М400 та М500 різних типів, шлакопортландцемент, спеціальні цементи – дорожній, тампонажний, пуцолановий. 
Крім цементу, підприємство продукує гіпсові в’яжучі та гіпсові медичні бинти, сухі будівельні суміші на цементній та гіпсовій основі, волокнистоцементні (без азбестові) та фіброцементні покрівельні листи й комплектуючі до них, плоскі шиферні листи для стін, а також понад 250 найменувань залізобетонних виробів
Станом на  2019 рік виробничі потужності компанії становлять 3,6 млн тонн цементу на рік.